# Aliénor de Comminges (épouse de Gaston II)
Pour l’article homonyme, voir Aliénor de Comminges.
Aliénor de Comminges, comtesse de Foix, née avant 1300 et morte vers 1369 au Mas d'Azil en pays de Foix, est une princesse du Midi. Elle épouse Gaston II de Foix-Béarn et devient la mère de Gaston III de Foix-Béarn, dit Fébus.

## Biographie
Aliénor de Comminges est la huitième enfant de Bernard VII (mort en 1312), comte de Comminges et de son épouse Laure de Montfort (morte avant 1300). Elle semble vouée au célibat ou au couvent quand un de ses oncles, Bertrand de l'Isle-Jourdain, intervient pour la faire marier au jeune comte de Foix Gaston II. Aliénor et Gaston II se marient en 1324, Gaston II est alors âgé de 14 ans tandis qu'Aliénor en a le double. Après plusieurs enfants morts prématurément, Aliénor met au monde en 1331 Gaston III de Foix-Béarn, plus tard surnommé Fébus.
Au décès de son mari en 1343, Aliénor assure la régence du territoire de la famille Foix-Béarn, en attendant l'âge de la majorité de leur fils en 1345. Elle continue de gérer ses biens, comme curatrice, jusqu'à ses 21 ans. Aliénor de Comminges décède vers 1369, près du Mas d'Azil.